# Valerie Plame
Valerie Elise Plame (rojena 13. avgusta 1963) je ameriška pisateljica, avtorica vohunskih romanov in nekdanja uslužbenka Centralne obveščevalne agencije (CIA). V aferi Plame iz leta 2003, znani tudi kot škandal z uhajanjem podatkov iz CIA, je identiteto Plame kot uslužbenke CIA razkril in nato objavil Robert Novak iz časopisa The Washington Post.
Po izbruhu škandala je bil kot eden od virov informacij naveden Richard Armitage iz zunanjega ministrstva ZDA, Scooter Libby, vodja osebja podpredsednika Dicka Cheneyja, pa je bil obsojen zaradi laganja preiskovalcem. Po neuspeli pritožbi je predsednik George W. Bush Libbyju znižal kazen. Leta 2018 ž ga je predsednik Donald Trump pomilostil. Nihče ni bil uradno obtožen razkritja informacij.
Plame je v sodelovanju s piscem, ki je pisal za njo napisala spomine, v katerih je opisala svojo kariero in dogodke, ki so vodili do njenega odstopa iz Cie. Pozneje je napisala in objavila vsaj dva vohunska romana. Leta 2010 je bil na podlagi njenih spominov in spominov njenega moža posnet biografski celovečerni film Fair Game.
Plame je bila leta 2020 neuspešna kandidatka za 3. kongresno okrožje Nove Mehike in je na predizborih 2. junija 2020 zasedla drugo mesto. Za Tereso Leger Fernandez .

## Mladost in izobraževanje
Valerie Elise Plame se je rodila 13. avgusta 1963 v letalski bazi Elmendorf v Anchorageu na Aljaski Diane (rojeni McClintock) in Samuelu Plamu III. Plame pravi, da je bil njen dedek po očetovi strani Jud, sin rabina, ki je emigriral iz Ukrajine; prvotni družinski priimek je bil "Plamevotski". Preostali člani njene družine so bili protestanti (vera, v kateri je bila Plame vzgojena); do odraslosti ni vedela, da je bil njen dedek Jud.
Leta 1981 je diplomirala na srednji šoli Lower Moreland v Huntingdon Valleyju v Pensilvaniji, leta 1985 pa na državni univerzi v Pensilvaniji, kjer je diplomirala iz oglaševanja. Med študijem na Penn State se je pridružila sestrskemu društvu Pi Beta Phi in delala za poslovni oddelek študentskega časopisa Daily Collegian.
Po končanem študiju in selitvi v Washington je Plame delala v trgovini z oblačili, medtem ko je čakala na rezultate prijave v CIA. V letih 1985-86 je bila sprejeta v razred za usposabljanje častnikov CIA. Posebni svetovalec Patrick Fitzgerald je potrdil, da je bila Plame "od 1. januarja 2002 dalje častnica Cie" in da je bila "njena povezanost s Cio od takrat do julija 2003 tajna". Podrobnosti o poklicni karieri Plame so še vedno zaupne, vendar je dokumentirano, da je za CIA delala kot neuradno kritje v zvezi s preprečevanjem širjenja orožja.
Plame je za CIA občasno delala kot neuradno prikritje (NOC), in sicer v Atenah in Bruslju. Čeprav je uporabljala lastno ime "Valerie Plame", se je morala za svoje naloge predstavljati v različnih poklicnih vlogah, da bi učinkoviteje zbirala obveščevalne podatke. Dve od njenih kritij vključujeta služenje kot mlajši konzularni uradnik v začetku devetdesetih let v Atenah in kasneje kot energetski analitik za zasebno podjetje (ustanovljeno leta 1994) "Brewster Jennings & Associates", za katerega je CIA pozneje priznala, da je bilo navidezno podjetje za določene preiskave. Nekdanji višji diplomat v Atenah se je Plame spominjal v njeni dvojni vlogi, spomnil pa se je tudi, da je bila ena od "nadzornih uradnikov", ki so koordinirali obisk predsednika Georgea Busha julija 1991 v Grčiji in Turčiji. Vprašanje, ali je dejansko imela status tajne osebe, je sporno. Po vojni v Perzijskem zalivu leta 1991 jo je CIA poslala najprej na London School of Economics in nato na College of Europe v Bruggeu na magistrski študij. Po drugi diplomi je ostala v Bruslju, kjer je kot "energetska svetovalka" za podjetje Brewster-Jennings začela opravljati naslednjo nalogo pod krinko. Od leta 1997 je bila glavna naloga Plame premeščena na sedež Cie v Langleyju v Virginiji.
V tem času je del njenega dela obsegal ugotavljanje uporabe aluminijastih cevi, ki jih je kupil Irak. Bela hiša je pred invazijo na Irak navajala analitike Cie, ki so menili, da si Irak prizadeva pridobiti jedrsko orožje in da bi te aluminijaste cevi lahko uporabili v centrifugi za jedrsko bogatenje. David Corn in Michael Isikoff sta trdila, da je tajno delo, ki so ga opravljali Plame in njeni sodelavci pri Cii v Centru za neširjenje jedrskega orožja pri Direktoratu centralne obveščevalne službe, močno nasprotovalo takšni trditvi.

### "Plamegate"
14. julija 2003 je Robert Novak, novinar časopisa The Washington Post, v svoji kolumni uporabil informacije, pridobljene od Richarda Armitagea, Karla Rova in Scooterja Libbyja, in razkril identiteto Plame kot agentke Cie. Pravni dokumenti, objavljeni med preiskavo velike porote o uhajanju podatkov iz CIA, v zadevi Združene države proti Libbyju in kongresnih preiskavah, so dokazovali, da je bila Plame zaposlena kot tajna sodelavka CIA v času, ko je bila julija 2003 objavljena Novakova kolumna.
Na svoji tiskovni konferenci 28. oktobra 2005 je posebni tožilec Patrick Fitzgerald pojasnil potrebo po tajnosti svoje preiskave velike porote, ki se je začela jeseni 2003 – "ko je bilo jasno, da je bila krinka Valerie Wilson razkrita" – ter o ozadju in posledice obtožbe takratnega visokega uradnika Busheve administracije Scooterja Libbyja, saj se je nanašala nanjo. 
Fitzgeraldovi poznejši odgovori na vprašanja novinarjev so dodatno osvetlili parametre preiskave uhajanja podatkov in kaj je kot glavni tožilec, ki ga zavezujejo pravila o tajnosti velike porote, takrat lahko in česa ne sme pravno razkriti. Uradni sodni dokumenti, objavljeni pozneje, 5. aprila 2006, razkrivajo, da je Libby pričal, da je bil "pred srečanjem z Judith Miller, novinarko časopisa The New York Times, posebej pooblaščen", da razkrije "ključne sodbe" tajne nacionalne obveščevalne ocene (NIE) iz oktobra 2002. Po Libbyjevem pričanju mu je "podpredsednik pozneje svetoval, da je predsednik pooblastil obtoženca za razkritje ustreznih delov NIE [Judith Miller]". Po njegovem pričanju so bile informacije, za katere je bil Libby pooblaščen, da jih razkrije Millerjevi, "namenjene ovržbi obtožb kritikov administracije, nekdanjega veleposlanika Josepha Wilsona". Nekaj dni po Libbyjevem srečanju z Millerjevo je takratna svetovalka za nacionalno varnost Condoleezza Rice novinarjem povedala: "Ne želimo se spuščati v selektivno deklasifikacijo" NIE in dodala: "Preučujemo, kaj je mogoče dati na voljo." "Sanitizirana različica" zadevnega NIE je bila uradno razkrita 18. julija 2003, deset dni po Libbyjevem stiku z Millerjem, in je bila predstavljena na informativnem sestanku Bele hiše o orožju za množično uničevanje (WMD) v Iraku. V NIE ni nobene omembe Valerie Plame ali njenega statusa pri CIA, vendar je posebni svetovalec domneval, da so bili ukrepi Bele hiše del "načrta za diskreditacijo, kaznovanje ali maščevanje proti gospodu Wilsonu". Predsednik Bush je pred tem nakazal, da bo odpustil tistega, ki je razkril Plame.
Sodna vloga Libbyjine obrambne ekipe je trdila, da Plame ni bila najpomembnejša od uradnikov administracije, ko so skušali ovreči obtožbe – ki jih je podal njen mož – da je Bela hiša manipulirala z obveščevalnimi podatki, da bi dokazala invazijo. Vloga je pokazala, da Libbyjevi odvetniki niso nameravali povedati, da mu je bilo naročeno, naj razkrije Plameino identiteto.  V sodni vlogi je tudi navedeno, da "gospod Libby namerava dokazati, da je obtožnica napačna, ko namiguje, da so on in drugi vladni uradniki menili, da je bila vloga gospe Wilson pri pošiljanju njenega moža v Afriko pomembna," kar nakazuje, da so Libbyjevi odvetniki nameravali poklicati Karla Skoči na stojalo. Fitzgerald se je nazadnje odločil, da ne bo vložil tožbe proti Roveu. 
Obtožnica proti Libby v petih točkah je vključevala lažno pričanje (dve točki), oviranje pravice (ena točka) in dajanje lažnih izjav zveznim preiskovalcem (dve točki). Ni pa bilo nobenega števka za razkritje zaupnih informacij, tj. Plamejevega statusa operativca Cie.

### Sojenje Libby
Libby je bil 6. marca 2007 obsojen zaradi oviranja pravosodja, dajanja lažnih izjav in dveh primerov krive izpovedbe. Bil je oproščen v enem primeru lažnih izjav. Ni bil obtožen zaradi razkritja statusa Plame pri CIA. Obsojen je bil na 250.000 dolarjev denarne kazni, 30 mesecev zapora in dve leti pogojne kazni. Predsednik George W. Bush je 2. julija 2007 Libbyju kazen spremenil, pri čemer je odpravil zaporno kazen, pustil pa denarno kazen in pogojno kazen ter kazen označil za "pretirano". Na naslednji tiskovni konferenci 12. julija 2007 je Bush dejal: "... odločitev o Scooterju Libbyju je bila po mojem mnenju pravična in uravnotežena." Wilsonovi so se na omilitev kazni odzvali v izjavah, ki jih je objavila njihova pravna svetovalka Melanie Sloan, izvršna direktorica organizacije Citizens for Responsibility and Ethics in Washington (CREW), in na svoji spletni strani za pravno podporo. Predsednik Donald Trump je Libbyja pomilostil 13. aprila 2018.

### Wilson protiCheney
13. julija 2006 sta Joseph in Valerie Wilson vložila civilno tožbo proti Roveu, Libby, podpredsedniku Dicku Cheneyju in drugim neimenovanim visokim uradnikom Bele hiše (ki so jim kasneje dodali Richarda Armitagea) zaradi njihove domnevne vloge v javnosti. razkritje tajnega statusa Valerie Wilson pri Cii.  Sodnik John D. Bates je 19. julija 2007 zavrnil tožbo Wilsonov zaradi pristojnosti; Wilsonova sta se pritožila. Dne 12. avgusta 2008 je tričlanski senat pritožbenega sodišča Združenih držav za okrožje Columbia v odločitvi 2-1 potrdil zavrnitev. Melanie Sloan iz organizacije Državljani za odgovornost in etiko v Washingtonu, ki zastopa zakonca Wilson, je "je dejala, da bo skupina zahtevala celotno okrožje DC, da pregleda primer in se pritoži na vrhovno sodišče ZDA ." Obamovo pravosodno ministrstvo se je strinjalo z Bushevo administracijo in trdilo, da Wilsonova nimata zakonitih razlogov za tožbo. O trenutnem položaju ministrstva za pravosodje je Sloan izjavil: "Zelo smo razočarani, ker Obamova administracija ni prepoznala hude škode, ki so jo Bushevi uradniki Bele hiše povzročili Joeju in Valerie Wilson. Stališča vlade ni mogoče združiti s pogosto izraženo zavezo predsednika Obame, da bo vladne uradnike znova odgovarjal za svoja dejanja.« 
21. junija 2009 je vrhovno sodišče ZDA zavrnilo obravnavo obtožbe.

### Zaslišanje hišnega nadzornega odbora
8. marca 2007, dva dni po izreku sodbe v Libbyjevem procesu, je kongresnik Henry Waxman, predsednik odbora za nadzor in vladno reformo predstavniškega doma ameriškega kongresa, napovedal, da bo njegov odbor 16. marca pozval Plame k pričanju, da bi preveril, "ali so uradniki Bele hiše upoštevali ustrezne postopke za zaščito Plameine identitete".
16. marca 2007 je Waxman na teh zaslišanjih o razkritju prebral izjavo o Plameovi karieri pri Cii, ki jo je odobril direktor CIE gen. Michael V. Hayden in CIA, ki je izjavila, da je bila pod krinko in da je njen status zaposlitve pri Cii tajen podatek, ki ga je v skladu z izvršnim ukazom 12958 prepovedano razkriti.
Kasnejša poročila v različnih novicah so se osredotočala na naslednje dele njene zgodbe:
- "Moje ime in identiteto so brezskrbno in nepremišljeno zlorabili visoki vladni uradniki v Beli hiši in zunanjem ministrstvu"; do te zlorabe je prišlo iz "povsem političnih razlogov".
- Potem ko so uradniki v Bushevi administraciji razkrili njeno identiteto, je morala zapustiti Cio: "Nisem mogla več opravljati dela, za katerega sem bila visoko usposobljena."
- Svojega moža ni izbrala za potovanje Cie v Niger, ampak njen višji častnik ga je izbral in ji rekel, naj vpraša svojega moža, ali bi o tem razmislil: "Nisem ga priporočil. Nisem ga predlagal. Ni šlo za nepotizem . Nisem imel pooblastil [. . . ].«

### Poštena igra
Plamein mož Joseph Wilson je 6. marca 2007 sporočil, da je par "podpisal pogodbo s hollywoodsko družbo Warner Bros, da bo ponudil svoje svetovalne storitve - ali morda še kaj več - pri snemanju prihajajočega filma o sojenju Libbyju, njunem življenju in škandalu z uhajanjem informacij iz Cie". Celovečerni film, koprodukcija Akive Goldsmana iz Weed Road ter Jerryja in Janet Zucker iz Zucker Productions s scenarijem Jeza in Johna-Henryja Butterwortha, ki bo delno temeljil na spominih Valerie Wilson Fair Game (pogojeno z dovoljenji CIA), naj bi bil prvotno načrtovan za izid avgusta 2007, vendar je bil nazadnje objavljen 22. oktobra 2007.
Maja 2006 je The New York Times poročal, da je Valerie Wilson sklenila knjižno pogodbo v vrednosti 2,5 milijona dolarjev s Crown Publishing Group, oddelkom Random House . Steve Ross, višji podpredsednik in založnik Crown, je za Times povedal, da bo knjiga njeno "prvo prikazovanje njene dejanske vloge v ameriški obveščevalni skupnosti, pa tudi pomembnosti njene vloge v pripravah na vojno. "  Pozneje je New York Times poročal, da je posel o knjigi propadel in da se Plame pogaja s podjetjem Simon &amp; Schuster .  Na koncu sta Simon in Schuster javno potrdila knjižno pogodbo, čeprav ne finančnih pogojev in sprva brez določenega datuma objave.  
31. maja 2007 so različni mediji poročali, da podjetje Simon and Schuster in Valerie Wilson tožita J. Michaela McConnella, direktorja nacionalne obveščevalne službe, in Michaela V. Haydena, direktorja Cie, ker naj bi CIA "protiustavno posegala v objavo njenih spominov Fair Game, ki naj bi izšli oktobra [2007], ker Plame ni dovolila navesti datumov, ko je bila zaposlena pri Cii". Sodnica Barbara S. Jones z okrožnega sodišča Združenih držav za južno okrožje New Yorka na Manhattnu je vprašanje razlagala v prid CIA. Zato je v sodbi navedla, da Plame v svojih spominih ne bo mogla opisati natančnih datumov, ko je delala za CIA. Leta 2009 je zvezno prizivno sodišče za drugo okrožje potrdilo sodbo sodnika Jonesa.
31. oktobra 2007 je Valerie Wilson v intervjuju s Charliejem Roseom v oddaji The Charlie Rose Show razpravljala o številnih vidikih, povezanih s svojimi spomini: preiskavi velike porote o uhajanju informaciji s CIE ; Združene države proti. Libby, civilna tožba, ki sta jo z možem takrat še vodila proti Libby, Cheneyju, Roveu in Armitageu; in druge zadeve, predstavljene v njenih spominih v zvezi z njenim tajnim delom pri Cii. 
Film Fair Game je izšel 5. novembra 2010 z Naomi Watts in Seanom Pennom v glavnih vlogah. Film temelji na dveh knjigah, eno je napisala Plame, drugo pa njen mož. Uredništvo časopisa Washington Post, ki ga je vodil urednik Fred Hiatt, glasen zagovornik vojne v Iraku, ki je krivil Wilsona za razkritje Plameine identitete, je film opisalo kot "poln izkrivljanj - da ne rečem popolnih izumov", medtem ko se novinarja Walter Pincus in Richard Leiby iz časopisa The Washington Post nista strinjala in sta dejala: "Film je temeljito raziskan in v bistvu natančen opis - čeprav s pridržki."
Maja 2011 je bilo objavljeno, da bo Plame napisala novo serijo vohunskih romanov s pisateljico skrivnosti Sarah Lovett. Prvo knjigo v seriji z naslovom Blowback je 1. oktobra 2013 izdala Blue Rider Press, založba Penguin Group . 

### Zbiranje sredstev proti Trumpu
Avgusta 2017 je Plame ustanovila stran GoFundMe za zbiranje sredstev, da bi kupila večinski delež v Twitterju in iz omrežja izrinila predsednika ZDA Donalda Trumpa. Kampanjo je začela, ker meni, da Donald Trump "opogumlja bele supremaciste" in spodbuja "nasilje nad novinarji".
Pod naslovom "Let's #BuyTwitter and #BanTrump" je cilj kampanje postavila na milijardo dolarjev; njena kampanja je zbrala 88.000 dolarjev. 

### Polemika o antisemitizmu
Septembra 2017 je Plame tvitnila povezavo do članka s spletnega mesta The Unz Review, ki ga je objavil Philip Giraldi z naslovom "Ameriški Judje vodijo ameriške vojne", pri čemer je v svojem tvitu ponovila naslov članka.   V članku je pisalo, da je treba nekaterim "ameriškim Judom, ki nimajo niti kančka integritete", dati posebno oznako, ko se pojavljajo na televiziji: "nekako kot opozorilno oznako na steklenički s podganjim strupom."  Med kritikami je Plame najprej branila svoje objave in na Twitterju odgovorila, da so "mnogi neokonski jastrebi Judje."   Dejala je tudi, da bi morali ljudje »prebrati celoten članek« brez »pristranskosti«, pri čemer je v svojo obrambo po začetnem odzivu zapisala:  »preberite celoten članek, samo za trenutek, da odložite svoje pristranskosti in jasno razmišljate. " 
Čez dve uri je izbrisala svojo prvotno objavo in se opravičila s tvitom: "V redu, ljudje, poglejte, zmotila sem se. Preletela sem ta članek, se osredotočila na kritiko neokonservativcev in ga delila, ne da bi si ogledala in premislila o ostalih delih. Prehitela sem grobe podtalne tokove tega članka in nisem opravila domače naloge o platformi, s katere je ta članek prišel. Zdaj, ko sem jih videl, so očitne. Vsem se opravičujem. V njem je toliko stvari, ki so problematične AF, in moral bi jih prepoznati prej. Hvala vam, ker ste me spodbudili, da še enkrat pogledam. Nisem popoln in delam napake. To je bil doozy. Vse, kar lahko storim, je, da jih priznam, se potrudim biti boljši in naslednjič preberem bolj temeljito, Uf." Ramesh Ponnuru in Caleb Ecarma sta trdila, da je incident sledil vzorcu njenega objavljanja antisemitskih vsebin in Plameovih šal na račun "bogatih Judov". Pred tem je tvitnila vsaj osem člankov z istega spletnega mesta, v katerih je pred tem retvitnila povezave do teorij zarote o "plešočih Izraelcih", ki naj bi stali za napadi 11. septembra.

### Kongresni tek
Maja 2019 je Plame napovedala kandidaturo za predstavniški dom Združenih držav Amerike v tretjem kongresnem okrožju Nove Mehike na volitvah leta 2020. Mesto na severu Nove Mehike je izpraznil demokratski predstavnik Ben Ray Luján, ki je namesto tega kandidiral za senatorja. Svoje tekmece je prehitela s sredstvi, ki so prišla izven njenega okrožja. Na demokratskih primarnih volitvah 2. junija 2020 jo je v sedmih krogih premagala Teresa Leger Fernandez. Fernandezova je prejela 44 480 glasov, Plame 25 775 glasov in Joseph L. Sanchez 12 292 glasov.

## Osebno življenje
Po diplomi na Penn State leta 1985 se je poročila s Toddom Seslerjem. Leta 1989 sta se ločila ločila. Leta 1997, ko je delala za Centralno obveščevalno agencijo (CIA), je Plame spoznala nekdanjega veleposlanika Josepha C. Wilsona. Poročila sta se 3. aprila 1998. V času, ko sta se spoznala, je Wilson v svojih spominih povedal, da je bil ločen od svoje druge žene Jacqueline. Po 12 letih zakona sta se ločila, da se je lahko poročil s Plame. Wilson in Plame sta se ločila leta 2017. Wilson je umrl leta 2019. Plame se je leta 2020 poročila z Dr. Josephom Shepardom, predsednikom univerze Western New Mexico.
Pred razkritjem njenega položaja pri Cii je družina živela v The Palisades v Washingtonu, DC  Ko je januarja 2006 odstopila iz Cie po razkritju svojega položaja, se je družina preselila v Santa Fe v Novi Mehiki .   kjer je Plame do leta 2016 služil kot svetovalec inštituta Santa Fe . V intervjuju leta 2011 je Plame povedala, da sta ona in Wilson prejela grožnje, ko sta živela na območju podzemne železnice DC, in da je bila lokacija v Novi Mehiki mirna. 
Plame je leta 2016 sodeloval v predsedniški kampanji demokratske kandidatke Hillary Clinton . 